# Munsbach
Munsbach (luxembourgeois : Minsbech) est une section de la commune luxembourgeoise de Schuttrange située dans le canton de Luxembourg.

## Habitants
- Habitants : 694 (12.10.2016)
- Ménages : 267 (12.10.2016)

## Économie
La banque en ligne Advanzia Bank a son siège à Munsbach.

## Projets de logement
En 2023, le projet de logement "Jugend Wunnengen" à Munsbach a été inauguré par le ministre du Logement Henri Kox, aux côtés de représentants de la commune de Schuttrange et de "Wunnengshëllef asbl". Ce projet fait partie des efforts continus de la commune de Schuttrange de fournir des logements subventionnés. L'initiative a consisté à transformer la maison "Ernens" située au 30, um Schënnbierg, en sept logements individuels pour des jeunes adultes âgés de 18 à 27 ans. Géré par Wunnengshëllef, le projet vise à soutenir les jeunes qui ont quitté leur foyer familial pour diverses raisons, leur permettant de continuer leurs études et de faire la transition vers une vie indépendante.
Les logements sont des chambres individuelles au sein de maisons communautaires où les résidents partagent des espaces communs tels que les cuisines, les salons et les salles de bains. Chaque résident est responsable de son propre ménage, de sa lessive, de ses courses et de sa cuisine, tandis que tous participent à l'entretien des espaces communs. Des réunions hebdomadaires avec le personnel socio-éducatif offrent un soutien supplémentaire.
Les conditions d'éligibilité comprennent être âgé d'au moins 18 ans, être dans une situation qui empêche de continuer ses études à domicile, et accepter le soutien social de SePAS et de Wunnengshëllef. Le projet est financé à 75% par le ministère du Logement, le ministère de l'Éducation nationale, de l'Enfance et de la Jeunesse finançant le soutien socio-éducatif,,,,.